# Brando Pacitto
Brando Pacitto, né le 1er mars 1996 à Rome, est un acteur italien. 

## Biographie
En 2016, Brando Pacitto est à l'affiche de la comédie dramatique italienne Summertime aux côtés de Matilda Lutz. En novembre 2018, il incarne Fabio Fedeli, le fils du principal du lycée dans la série Baby sur Netflix.

## Filmographie

### Cinéma
- 2010 : Scontro di civiltà per un ascensore a Piazza Vittorio : le gladiateur enfant
- 2012 : 11 settembre 1683 (aussi The Day of the Siege: September Eleven 1683) de Renzo Martinelli : Marco d'Aviano enfant
- 2016 : Summertime : Marco
- 2016 : Piuma : Patema
- 2018 : Succede : Sam

### Télévision
- 2006 : La sacra famiglia : Gesù
- 2007 : Un dottore quasi perfetto
- 2007 :  Liberi di giocare : Francesco
- 2009-2012 : I Cesaroni
- 2010-2011 :  Al di là del lago : Lorenzo
- 2011 : Rex (Italie)
- 2011 : Dov'è mia figlia? : Giorgio
- 2012 :  Walter Chiari - Fino all'ultima risata : Simone Annicchiarico da ragazzino
- 2014 : Una buona stagione : Lorenzo Picchio Lana
- 2014-2016 : Braccialetti rossi : Vale
- 2018 : Baby : Fabio Fedeli

### Courts-métrages
- The Legend,[Quand ?] réalisé par Luca Arseni

### Clips musicaux
- 2013 : Io non ho finito de Niccolò Agliardi ft. The Hills
- 2015 : L'estate addosso de Jovanotti , réalisé par Gabriele Muccino
- 2015 :  Il bene si avvera de Niccolò Agliardi et Braccialetti rossi
- 2015 : Simili de Laura Pausini, réalisé par Leandro Manuel Emede
- 2016 : Almeno tu de Francesca Michielin, réalisé par Roan Johnson